# گیرمو دیاس
گیرمو دیاس (اسپانیایی: Guillermo Díaz‎; ۲۹ دسامبر ۱۹۳۰ – ۲۵ سپتامبر ۱۹۹۷) بازیکن و مربی فوتبال اهل شیلی بود.

## باشگاهی
از باشگاه‌هایی که در آن بازی کرده‌است می‌توان به باشگاه فوتبال سانتیاگو واندررس و باشگاه فوتبال رئال ساراگوسا اشاره کرد.

## تیم ملی
وی همچنین در تیم ملی فوتبال شیلی بازی کرده‌است.